# Vrtnja
Vrtnja ili rotacija (lat. rotatio: okretanje, obrtanje), u fizici, je okretanje krutoga tijela oko osi. Točke tijela u vrtnji opisuju kružnice kojima je središte na osi vrtnje, miruju jedino točke na osi vrtnje. Vrtnja može biti jednolika, jednoliko ubrzana ili nepravilna.

## Jednoliko kružno gibanje
Okreće li se neki kotač uvijek istom brzinom, odnosno ako čini uvijek isti broj okretaja u jednoj sekundi, kažemo da taj kotač vrši jednoliko kružno gibanje. Jednoliko kružno gibanje je takvo gibanje kod kojeg se neko tijelo, odnosno neka materijalna točka, giba jednoliko po kružnici. Kod ovog gibanja moramo razlikovati dvije brzine:
- obodna brzina (ili linearna brzina) - jedinica metara u sekundi (m/s)
- kutna brzina - jedinica radijana u sekundi (rad/s).

### Obodna brzina
Ako neka točka učini n okretaja u sekundi (oznaka okr/s, 1/s ili s-1), a za vrijeme jednog okreta učini put od 2 ∙ r ∙ π (odnosno d ∙ π, gdje je d - promjer vrtnje), gdje je r - polumjer vrtnje, onda je prijeđeni put te točke 2 ∙ r ∙ π ∙ n, a obodna brzina iznosi:
{\displaystyle v=2\cdot r\cdot \pi \cdot n}
odnosno:
{\displaystyle v=d\cdot \pi \cdot n}
Računamo li broj okretaja u jednoj minuti, koja iznosi 60 sekundi, onda imamo izraze za obodnu brzinu:
{\displaystyle v={\frac {r\cdot \pi \cdot n}{30}}\ }
odnosno:
{\displaystyle v={\frac {d\cdot \pi \cdot n}{60}}\ }
Obodna brzina je brojčano jednaka duljini luka što ga učini točka na obodu kružnice u jednoj sekundi. Ona u svakoj točki ima smjer tangente koji se stalno mijenja, ali joj veličina ostaje ista.

### Kutna brzina
Ako se točka vrti stalnom obodnom brzinom v po kružnici, radijvektor te točke opisuje u svakoj sekundi jednak kut. Kut što ga opiše radijvektor u jednoj sekundi zove se kutne brzina. Kutna brzina mjeri se u radijanima u sekundi (rad/s). Jedan radijan je luk koji je jednak polumjeru (radijusu), a oba pripadaju istoj kružnici. Budući da je opseg kružnice 2 ∙ r ∙ π, čitav opseg, odnosno puni kut od 360° ima 2 ∙ π radijana. 
{\displaystyle 360^{\circ }=2\pi \,\mathrm {rad} }
ili:
{\displaystyle 1\,\mathrm {rad} ={\frac {360^{\circ }}{2\pi }}\approx 57{,}29577951^{\circ }}
Budući da točka u jednom okretu prijeđe put od 2 ∙ π radijana, to znači da za vrijeme jedne sekunde prijeđe put od 2 ∙ π ∙ n radijana. Kako je brzina prijeđeni put u jednoj sekundi, dobivamo da je kutna brzina ω:
{\displaystyle \omega =2\cdot \pi \cdot n}
Računamo li broj okretaja u jednoj minuti, koja iznosi 60 sekundi, onda dobivamo izraze za kutnu brzinu:
{\displaystyle \omega ={{2\cdot \pi \cdot n} \over 60}={{\pi \cdot n} \over 30}}
Uvrstimo li u izraz za obodnu brzinu gornji izraz za kutnu brzinu, dobivamo:
{\displaystyle v=r\cdot \omega }
To znači što je veći polumjer vrtnje, to je i obodna brzina veća pri istoj kutnoj brzini.

## Nejednoliko kružno gibanje
Pri nejednolikoj vrtnji svaka točka u jedinici vremena prevali kut φ, pa je kutna brzina:
{\displaystyle \omega ={\frac {\mathrm {d} \varphi }{\mathrm {d} t}}}
a pri nejednoliko ubrzanoj vrtnji promjena kutne brzine u jedinici vremena nejednaka je i naziva se kutno ubrzanje ili kutna akceleracija:
{\displaystyle {\alpha }={\frac {d\omega }{dt}}}

### Energija vrtnje
Energija tijela u vrtnji jest:
{\displaystyle E={\frac {\omega ^{2}}{2}}I}
gdje je: I - moment tromosti ili moment inercije, m - masa, a r - udaljenost točke od osi vrtnje. 
kutna količina gibanja određena je s:
{\displaystyle L=I\cdot \omega }
a moment sile s: 
{\displaystyle M=I\cdot \alpha }

## Vlastita vrtnja ili rotacija
Kad se promatra gibanje tijela s utvrđenom točkom, na primjer gibanje zvrka, os rotacije kojega može mijenjati smjer zbog učinka vanjskih sila, njegova rotacija oko osi naziva se vlastita, zato što tijelo tada može izvoditi složeno gibanje, to jest još i precesiju i nutaciju, koje se također mogu tumačiti kao rotacije oko određenih osi, ali koje nisu čvrsto spojene sa samim tijelom.

### Zemljina vrtnja
Zemlja se okreće oko svoje osi (rotacija ili okretanje) od zapada prema istoku, te joj je za jedan puni okret potrebno oko 24 sata, vremenski razmak koji se naziva Sunčevim danom (sinodički dan). Rotaciju Zemlje nije moguće osjetiti. Svaka Zemljina točka (osim sjevernog i južnog pola) sudjeluje u rotaciji Zemlje odnosno opisuje krugove oko Zemljine osi. Pritom najveće krugove prave točke na ekvatoru, koje se ujedno i najbrže kreću. Zbog rotacije događa se izmjenjivanje dana, noći i dnevne topline pa Sunce stoga u jednom trenutku obasjava samo jedan dio Zemlje.
Period Zemljine vrtnje jest 1 zvjezdani dan ili siderički dan (23 h 56 min 4,1 s), a srednji period vrtnje s obzirom na osunčenje jednak je jednomu srednjemu Sunčevu danu (1 dan). Period vrtnje nije stalan, već ovisi o sezonskim i sekularnim premještanjima masa na površini Zemlje i unutar nje; promjene se prate s pomoću radioastronomskih interferometrijskih sustava s velikom osnovicom (dugobazična interferometrija). Zbog plima i oseka, period Zemljine vrtnje stalno se produljuje. Kao posljedica plimnog međudjelovanja (plimna sila) Mjeseca i Zemlje, količina gibanja Mjeseca povećava se i on se udaljava od Zemlje, u sadašnjem trenutku gotovo 4 centimetra na godinu. Zemlja ima godišnja doba zbog nagiba ekvatora prema ekliptici od 23° 26'. Taj se nagib mijenja u periodu od 41 000 godina, od 22,1° do 24,5°. Sada se smanjuje 0,47" na godinu. Period promjene izduženosti staze, precesije ekvinokcija i nagiba ekvatora, astronomski su činitelji pojave ledenih doba prema teoriji Milutina Milankovića (Milankovićevi ciklusi). Toplinska ravnoteža Zemlje uvjetovana je dotokom energije Sunčevim zračenjem; Sunčeva konstanta iznosi 1 367,7 ± 6 W/m², a promjena je uvjetovana ciklusom Sunčeve aktivnosti (Sunčev ciklus), koji se u prosjeku mijenja svakih 11 godina.

### Diferencijalna rotacija
Diferencijalna rotacija je pojava različitih perioda vrtnje dijelova nebeskog tijela koje nije kruto, na primjer Jupitera i Sunca.

## Poveznice
- rotacija polja, vektorska operacija